# دواين لامب
دواين لامب (بالإنجليزية: Dwayne Lamb)‏ هو لاعب كرة قدم أسترالية أسترالي، ولد في 20 ديسمبر 1961 في برث في أستراليا.

## وصلات خارجية
- دواين لامب على موقع AustralianFootball.com (الإنجليزية)
- دواين لامب على موقع AFLtables.com (الإنجليزية)